# 1912 aux échecs
| Années des échecs : 1909 - 1910 - 1911 - 1912 - 1913 - 1914 - 1915    |
| Décennies des échecs : 1880 - 1890 - 1900 - 1910 - 1920 - 1930 - 1940 |

Cet article présente les faits marquants de l'année 1912 aux échecs.

## Championnats nationaux
- Canada : Pas de championnat[1].
- Écosse : William Gibson remporte le championnat[2].

- Royaume d'Espagne : Manuel Golmayo remporte la deuxième édition du championnat [3]. Jusqu’en 1942, il ne sera organisé qu’occasionnellement.

- Pays-Bas : Rudolf Loman remporte le championnat [4]. Le championnat a lieu tous les deux ou trois ans.
- Royaume-Uni de Grande-Bretagne et d'Irlande : Richard Griffith remporte le championnat[5].
- Empire russe : Akiba Rubinstein remporte le championnat[6].
- Suisse : Walter Henneberger remporte le championnat [7].

## Naissances
- Rachid Nejmetdinov

## Nécrologie
- 28 avril : Stefan Izbinsky (en)
- 12 octobre : Jacob Ascher (en)
- 22 novembre : Louis Uedemann
- 28 novembre : Loréntzos Mavílis, problémiste grec
- 2 décembre : Charles Maurian (en)